# Bournemouth East (circonscription du Parlement britannique)
Circonscription parlementaire de la Chambre des communes
La circonscription de Bournemouth East est une circonscription électorale anglaise située dans le Dorset, et représentée à la Chambre des communes du Parlement britannique depuis 2005 par Tobias Ellwood du Parti conservateur.

## Géographie
La circonscription comprend :
- La partie est de la ville de Bournemouth

## Députés
Les Members of Parliament (MPs) de la circonscription sont :
| Législature                                                 | Années       | Député         | Député             | Parti        |
| ----------------------------------------------------------- | ------------ | -------------- | ------------------ | ------------ |
| Bournemouth East issue de Bournemouth East and Christchurch |              |                |                    |              |
| 46e                                                         | 1974–1974    |                | Viscount Cranborne | Conservateur |
| 47e                                                         | 1974–1977    |                | Viscount Cranborne | Conservateur |
| 47e                                                         | 1977-1979    | David Atkinson |                    | Conservateur |
| 48e                                                         | 1979–1983    | David Atkinson |                    | Conservateur |
| 49e                                                         | 1983–1987    | David Atkinson |                    | Conservateur |
| 50e                                                         | 1987–1992    | David Atkinson |                    | Conservateur |
| 51e                                                         | 1992–1997    | David Atkinson |                    | Conservateur |
| 52e                                                         | 1997–2001    | David Atkinson |                    | Conservateur |
| 53e                                                         | 2001–2005    | David Atkinson |                    | Conservateur |
| 54e                                                         | 2005–2010    | Tobias Ellwood |                    | Conservateur |
| 55e                                                         | 2010–2015    | Tobias Ellwood |                    | Conservateur |
| 56e                                                         | 2015–2017    | Tobias Ellwood |                    | Conservateur |
| 57e                                                         | 2017–2019    | Tobias Ellwood |                    | Conservateur |
| 58e                                                         | 2019–Présent | Tobias Ellwood |                    | Conservateur |